# 木島京子
木島 京子（きじま きょうこ、4月17日 - ）は、岡山県真庭市出身のフリーアナウンサー。
旧姓 井口 京子。岡山大学教育学部附属中学校卒、岡山県立岡山朝日高等学校卒。学習院大学文学部英米文学科卒業後、山陽放送にアナウンサーとして入社。結婚を機に退社後はフリーアナウンサーに転身し、木島 京子として圭三プロダクションに所属。

## 出演番組

### 現在
NHK BS1 国際報道2023 ナレーション

### 山陽放送所属時代（井口 京子時代）
- 山陽TVイブニングニュース（テレビ）
- 土曜ジャンボ（ラジオ）

### フリー転身後
- MORNING STEPS（FM横浜）
- MORNING STEPS FRIDAY（FM横浜）
- FM横浜ニュース
- きょうの世界（NHK BS1、ナレーション）
- ワールドWaveトゥナイト（NHK BS1、ナレーション）
- アジアクロスロード（NHK BS1、ナレーション）
- ほっと＠アジア（NHK BS1、ナレーション）
- アジア食紀行（NHK BS1、ナレーション）
- コウケンテツが行くアジア旅ごはん（NHK BS1、ナレーション）
- 国際報道2017（NHK BS1、ナレーション）

### その他
- 相鉄ジョイナス CM（FM横浜で放送中）
- 文明堂 CM（FM横浜）
- 横浜市営地下鉄　駅構内放送